# ستيف فيتزجيرالد
ستيف فيتزجيرالد هو سياسي أمريكي، ولد في 26 ديسمبر 1944 في ذا برونكس في الولايات المتحدة. نشط حزبياً في الحزب الجمهوري. وقد انتخب عضو مجلس ولاية كانساس ‏.

## وصلات خارجية
- الموقع الرسمي